# Davey Havok
Davey Havok (rojen kot David Marchand), ameriški punk pevec, * 20. november 1975, Rochester, New York.
Havok je vodilni pevec skupine AFI.